# Казимир, Сикстен
Сикстен Казимир (эст. Siksten Kasimir; 23 июля 1980, Тарту) — эстонский футболист, полузащитник.

## Биография
Начал взрослую карьеру в родном городе в клубе первой лиги Эстонии «ДАГ», затем играл за «Тарту ЯК». В ходе сезона 1997/98 перешёл в «Лелле СК», с которым пробился из первой лиги в высшую через переходный турнир. Дебютировал в высшей лиге в составе «Лелле» в осеннем сезоне 1998 года — 25 июля 1998 года в матче против ТФМК, этот матч для него остался единственным в сезоне. В 1999 году вернулся в Тарту и присоединился к «Меркууру», с которым в том же году победил в турнире второй лиги и затем выступал в первой.
В 2001—2002 годах играл в низших лигах Финляндии за «Йоэнсуу ПС» и «Ракуунат».
В 2003 году вернулся в «Меркуур», где в этот период провёл два с половиной сезона. В ходе сезона 2003 года «Меркуур», выступавший в первой лиге, имел партнёрские отношения с нарвским «Трансом» и футболист параллельно играл за оба клуба. С 2004 года вместе с клубом из Тарту играл в высшей лиге. Во второй половине 2005 года играл за таллинскую «Левадию» и стал серебряным призёром чемпионата страны. Затем снова играл за «Меркуур», носивший в 2006 году название «Мааг», а в 2007 году — «Мааг-Таммека».
В 2008 году перешёл в таллинскую «Флору», с которой стал чемпионом (2010) и серебряным призёром (2008) чемпионата Эстонии, обладателем (2008, 2009) и финалистом (2010) Кубка страны. Обладатель Суперкубка Эстонии (2009), в матче против «Левадии» (2:1) забил решающий гол.
В 2011 году покинул «Флору» и недолго выступал на старте сезона за «Таммеку» (Тарту). Затем перебрался в Швецию, где играл на любительском уровне за «Худиксвалль».
Всего в высшей лиге Эстонии сыграл 230 матчей и забил 48 голов. В еврокубках провёл 8 матчей и забил один гол.
Выступал за юниорские сборные Эстонии.

## Достижения
- Чемпион Эстонии: 2010
- Серебряный призёр чемпионата Эстонии: 2005, 2008
- Обладатель Кубка Эстонии: 2007/08, 2008/09
- Финалист Кубка Эстонии: 2009/10
- Обладатель Суперкубка Эстонии: 2009